# Кумівський капіталізм
Кумівський капіталізм (англ. crony capitalism; можливі інші варіанти перекладу — блатний капіталізм, капіталізм для своїх) — термін, що визначає капіталістичну економіку, в умовах якої успіх у бізнесі залежить від особистих зв'язків бізнесменів з державними службовцями. Такі зв'язки використовуються для отримання ліцензій, державних замовлень, субсидій тощо.
Термін використовується для охарактеризування економік «азійських тигрів» у 1960—1990-х роках (Південна Корея, Тайвань, Малайзія), де спостерігався тісний зв'язок великого бізнесу й правлячих партій. Існують різноманітні форми такого зв'язку: чеболі в Південній Кореї, тісні зв'язки з правлячими партіями в Малайзії, перебування найбільших бізнес-груп у власності дітей президента Сухарто в Індонезії. У таких країнах панує надзвичайно високий рівень корупції.
Термін такий вживається для опису сучасної економіки КНР, пострадянських Росії, Казахстану і т. д.
Індекс кумівського капіталізму, запропонований виданням The Economist у 2014 році, включив до першої п'ятірки Гонконг, Росію, Малайзію, Україну та Сингапур.